# Mauro Gianneschi
Mauro Gianneschi, né le 3 août 1931 à Ponte Buggianese et mort le 21 janvier 2016, est un coureur cycliste italien.

## Carrière
Professionnel de 1954 à 1959, il a gagné une étape du Tour d'Italie en 1954. En 1955, il termine quatrième de Milan-San Remo, devancé au sprint par Germain Derijcke, Bernard Gauthier et Jean Bobet.

## Palmarès

### Palmarès amateur
- 1951
  - Grand Prix de la ville de Camaiore
  - 3e du Tour des Alpes Apuanes
- 1953
  - Coppa 29 Martiri di Figline di Prato
  - Grand Prix de Ginevra
  - Coppa Giulio Burci

### Palmarès professionnel
- 1954
  - 11e étape du Tour d'Italie
- 1955
  - 3e du Tour de Romagne
  - 4e du Milan-San Remo

## Résultats sur les grands tours

### Tour d'Italie
2 participations
- 1954 : 43e, vainqueur de la 11e étape
- 1955 : 65e

### Tour d'Espagne
1 participation
- 1956 : 38e